# Luke Evans
Luke Evans (* 15. dubna 1979 Pontypool, Wales) je velšský herec.

## Životopis
Narodil se v Pontypoolu a vyrůstal v malém velšském městečku Aberbargoed jako jediné dítě Yvonne a David Evansových. Byl vychováván ve víře Svědků Jehovových, ale on sám toto přesvědčení v šestnácti letech opustil. V tu samou dobu odešel i ze školy. V sedmnácti letech se přestěhoval do Cardiffu, kde studoval pod vedením uznávané učitelky zpěvu Louise Ryan. V roce 1997 získal stipendium na London Studio Centre a poté i na Kings Cross v Londýně, kde absolvoval v roce 2000.

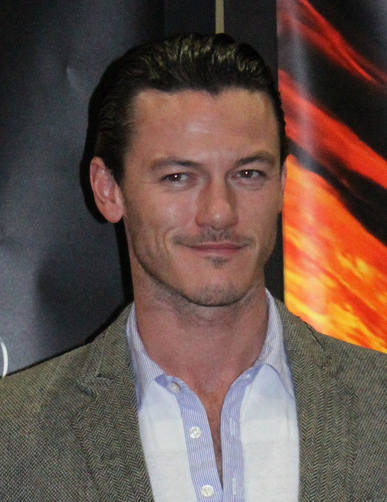
Evans v roce 2011 na WonderConu

V letech 2000 až 2008 se objevil v mnoha divadelních představeních na londýnském West Endu, včetně muzikálů Rent, Miss Saigon, Taboo a Avenue Q, taktéž na několika fringe show v Londýně a na Edinburském festivalu. V roce 2008 získal svou nejvýraznější divadelní roli, když ztvárnil Vincenta ve hře Small Change, kterou režíroval a napsal Peter Gill. Při této roli si ho všimli filmoví agenti a americké castingové agentury a byl nominován na cenu Evening Standard Award v kategorii nejlepší nový herec. Ve stejném roce si zahrál i ve hře Piaf, kde ztvárnil Yvese Montanda.
O svoji první filmovou roli se ucházel až ve věku třiceti let. V roce 2010 přišel jeho filmový debut, a to role řeckého boha Apollóna v remaku slavného filmu Souboj Titánů. Ve stejném roce se objevil jako Clive ve filmu Sex & Drugs & Rock & Roll režii Matta Whitecrosse a jako pomocník šerifa z Nottinghamu v dobrodružném filmu Robin Hood. Stejně tak se objevil po boku Matthewa Macfadyena (se kterým si zahrál později ve Třech mušketýrech ve filmu Stephena Frearse, Tamara Drewe.
V roce 2011 si zahrál Aramise v již dříve zmiňovaném snímku Tři mušketýři. Dále ztvárnil hlavní roli v akčním filmu Hněv Titánů a objevil se po boku Johna Cusacka ve filmu Havran. Natáčel též svou roli ve filmové trilogii Hobit režiséra Petera Jacksona, kde ztvárnil Barda. V roce 2013 ztělesnil hlavní zápornou postavu Owena Shawa ve filmu Rychle a zběsile 6 a v roce 2014 Drákulu ve snímku Drákula: Neznámá legenda. Ve stejném roce se objevil po boku Toma Hiddlestona a Jeremyho Ironse ve filmu High-Rise.
V roce 2016 se objevil po boku Emily Bluntové v thrilleru Dívka ve vlaku. V roce 2017 ztvárnil padoucha Gastona v pohádce Kráska a zvíře a William Moulton Marston, stvořitele postavy Wonder Woman, ve filmu Professor Marston and the Wonder Women. O rok později se objevil v seriálu The Alienist jako John Moore.

## Osobní život
Netají se svou homosexuální orientací. V rozhovoru z roku 2002 řekl: „V Londýně mě každý znal jako gaye a nikdy jsem se to nepokoušel skrýt“ a tím, že se veřejně přizná ke své orientaci, nebude mít „kostlivce ve skříni“. V roce 2004 prohlásil, že jeho herecká kariéra coming outem nijak neutrpěla.

## Filmografie

### Film
| Rok  | Film                                   | Role                    | Režisér             | Poznámky                                    |
| ---- | -------------------------------------- | ----------------------- | ------------------- | ------------------------------------------- |
| 2002 | Taboo                                  | Billy                   |                     | záznam muzikálu                             |
| 2009 | Don't Press Benjamin's Buttons         | Benjaminův otec         |                     | krátký film                                 |
| 2010 | Cowards and Monsters                   | Paul                    |                     | krátký film                                 |
| 2010 | Sex & Drugs & Rock & Roll              | Clive Richards          | Mat Whitecross      |                                             |
| 2010 | Souboj Titánů                          | Apollón                 | Louis Leterrier     |                                             |
| 2010 | Robin Hood                             | šerifův muž             | Ridley Scott        |                                             |
| 2010 | Tamara Drewe                           | Andy Cobb               | Stephen Frears      |                                             |
| 2011 | Blesk                                  | Craig Stokes            | Elliott Lester      |                                             |
| 2011 | Tři mušketýři                          | Aramis                  | Paul W. S. Anderson |                                             |
| 2011 | Válka Bohů                             | Zeus                    | Tarsem Singh        |                                             |
| 2011 | Flutter                                | Adrian                  | Giles Borg          |                                             |
| 2012 | Ashes                                  | Crewcut                 | Mat Whitecross      |                                             |
| 2012 | Havran                                 | detektiv Emmett Fields  | James McTeigue      |                                             |
| 2012 | Nikdo nepřežije                        | řidič                   | Ryuhei Kitamura     |                                             |
| 2012 | Hobit: Neočekávaná cesta               | Girion                  | Peter Jackson       | objevuje se pouze v prodloužené verzi filmu |
| 2013 | Rychle a zběsile 6                     | Owen Shaw               | Justin Lin          |                                             |
| 2013 | Hobit: Šmakova dračí poušť             | Bard a Girion           | Peter Jackson       |                                             |
| 2014 | Drákula: Neznámá legenda               | Vlad III. Dracula       | Gary Shore          |                                             |
| 2014 | Hobit: Bitva pěti armád                | Bard                    | Peter Jackson       |                                             |
| 2015 | Rychle a zběsile 7                     | Owen Shaw               | James Wan           | Cameo                                       |
| 2015 | High Rise                              | Richard Wilder          | Ben Wheatley        |                                             |
| 2016 | Kingova pomsta                         | doktor Paul Wentworth   | Fabrice Du Welz     |                                             |
| 2016 | Dívka ve vlaku                         | Scott Hipwell           | Tate Taylor         |                                             |
| 2017 | Kráska a zvíře                         | Gaston                  | Bill Condon         |                                             |
| 2017 | Rychle a zběsile 8                     | Owen Shaw               | F. Gary Gray        | Cameo                                       |
| 2017 | Professor Marston and the Wonder Women | William Moulton Marston | Angela Robinson     |                                             |
| 2018 | State Like Sleep                       | Emile                   | Meredith Danluck    |                                             |
| 2018 | 10x10                                  | Lewis                   | Suzi Ewing          |                                             |
| 2019 | Anna                                   | Alex Tchenkov           | Luc Besson          |                                             |
| 2019 | Máma                                   | Ben Hawkins             | Tate Taylor         |                                             |
| 2019 | Murder Mystery                         | Charles                 | Kyle Newacheck      |                                             |
| 2019 | Angel of Mine                          | Mike                    | Kim Farrant         |                                             |
| 2019 | Bitva u Midway                         | Wade McClusky           | Roland Emmerich     |                                             |
| TBA  | Dreamland                              | Bill Simmons            | Nicholas Jarecki    |                                             |

### Televize
| Rok  | Název                   | Role           | Poznámky                     |
| ---- | ----------------------- | -------------- | ---------------------------- |
| 2013 | The Great Train Robbery | Bruce Reynolds | televizní minisérie          |
| 2017 | The Grand Tour          | on sám         | host pořadu, 2. série 6. díl |
| 2018 | The Alienist            | John Moore     | hlavní role, 10 dílů         |

### Videohry
| Rok  | Název                    | Role             |
| ---- | ------------------------ | ---------------- |
| 2013 | Fast & Furious: Showdown | Owen Shaw (hlas) |

## Ocenění a nominace
| Rok  | Ocenění                          | Kategorie                         | Film                    | Výsledek  |
| ---- | -------------------------------- | --------------------------------- | ----------------------- | --------- |
| 2014 | Televizní festival v Monte Carlu | Nejlepší herec v minisérii        | The Great Train Robbery | nominace  |
| 2014 | Acapulco Black Film Festival     | Nejlepší obsazení filmu           | Rychle a zběsile 6      | nominace  |
| 2015 | British Independent Film Awards  | Nejlepší herec ve vedlejší roli   | High Rise               | nominace  |
| 2017 | Filmové ceny MTV                 | Nejlepší dvojice (s Joshem Gadem) | Kráska a zvíře          | nominace  |
| 2017 | Teen Choice Awards               | Nejlepší zloduch                  | Kráska a zvíře          | vítězství |
| 2017 | Teen Choice Awards               | Nejlepší výbuch vzteku            | Kráska a zvíře          | nominace  |